# クラボウドライビングスクール
株式会社クラボウドライビングスクールは岡山県倉敷市にある岡山県公安委員会の指定自動車教習所を運営する企業である。クラボウグループの一つ。

## 所在地
- 岡山県倉敷市北浜町6番1号

## 取得できる免許
- 普通自動車第一種・第二種
- 大型自動二輪車
- 普通自動二輪車
- 小型自動二輪車

## 交通アクセス
- JR山陽本線・伯備線倉敷駅から徒歩5分

## 学校周辺
- 同心幼稚園
- 倉敷寿町郵便局
- ホームセンターコーナン
- 倉敷チボリ公園（閉園）